# Oleksí Réznikov
Oleksí Iuriovitx Réznikov (ucraïnès: Олексій Юрійович Резніков; nascut el 18 de juny de 1966) és un advocat i polític ucraïnès que exerceix com a ministre de Defensa d'Ucraïna des del 4 de novembre del 2021. Réznikov ha ocupat anteriorment diversos altres càrrecs al govern d'Ucraïna; Viceprimer ministre, ministre per a la reintegració dels territoris temporalment ocupats d'Ucraïna, cap adjunt de l'Administració de l'Estat de la ciutat de Kíiv del 2016 al 2018 i tinent d'alcalde-secretari de l'Ajuntament de Kíiv des de juny del 2014 fins a desembre del 2015. Va ser escollit pel president Volodímir Zelenski el 5 de maig del 2020 per representar Ucraïna al subgrup polític de treball del Grup de Contacte Trilateral pel que fa a un acord de la guerra al Donbàs.
El 4 de setembre Zelenski va destituir-lo del càrrec de Ministre de Defensa, després de 550 dies encapçalant la resistència davant les tropes russes. La justificació donada pel president fou un «canvi d'enfocament necessari», tot i que Réznikov estava esquitxat per diversos suposats casos de corrupció. Alhora Zelenkski va nomenar el seu successor, Rustem Umerov.

## Primera vida i educació
Réznikov va néixer el 18 de juny del 1966 a Lviv, que aleshores formava part de la República Socialista Soviètica d'Ucraïna a la Unió Soviètica. El seu pare, Iuri Réznikov, era professor, mestre d'esports en acrobàcia, rector de l'Institut Estatal de Cultura Física de Lviv. La seva mare, Olena Reznikova, era neuròloga a la clínica neuropsiquiàtrica de Lviv, Màster en Esports en Gimnàstica Rítmica.
Del 1984 al 1986, Réznikov va servir a les Forces Aèries Soviètiques, servint amb el 806è Regiment d'Aviació de Bombardaments a Lutsk i la Unitat Militar 87358 a Novohrad-Volynskyi.
Réznikov va assistir a la Universitat de Lviv, rebent un màster amb honors en Dret el 1991. Durant els seus anys universitaris, Réznikov va participar activament en la vida estudiantil: va guanyar els Jocs Olímpics d'Estudiants de Dret a tota l'RSS d'Ucraïna en competicions individuals i per equips i va representar Ucraïna als Jocs Olímpics d'Estudiants de Dret a tota la Unió Soviètica. 
A més de l'ucraïnès, Réznikov parla rus, anglès i polonès amb fluïdesa.

## Carrera

### Carrera professional
La carrera professional de Réznikov va començar durant el seu darrer any d'universitat, quan va cofundar la consultoria de segueretat de Galitsia. Entre 1999 i 2002, va exercir com a cap adjunt del Centre de Legislació d'Ucraïna a Kíiv. També va establir el despatx d'advocats Pravis (més tard Réznikov, Vlasenko and Partners), que, el 2006, es va fusionar amb el despatx Magister and Partners per convertir-se en Magisters.
Els anys 2009 i 2010, Magisters va guanyar el premi Chambers Europe. L'any 2010, la revista britànica The Lawyer va nomenar Magisters el millor despatx d'advocats de Rússia i de la CEI. El 2011, Magisters va ser objecte d'una presa de control amistosa per part d'Egorov, Puginsky, Afanasiev and Partners, un grup internacional amb oficines a Londres, Moscou, Sant Petersburg, Kíiv, Minsk i Washington, DC. Fins al 3 de juliol del 2014, Réznikov va dirigir el Departament de Conflictes. i va exercir com a conseller general d'Egorov, Puginski, Afanasiev and Partners.
Durant la seva pràctica d'advocat, Réznikov va defensar l'aleshores candidat presidencial Viktor Iúsxenko davant el Tribunal Suprem d'Ucraïna, i la tercera volta de les eleccions presidencials d'Ucraïna del 2004 va ser anul·lada.
Réznikov va representar a B. Fuksman i O. Rodnyanski en el seu cas contra "Studio 1 + 1" en companyia de Central European Media Enterprises, pel que fa a la seva quota de propietat. Va representar el Consorci "Inversió-Unió Metal·lúrgica" defensant la legalitat de la privatització de la "Krivorozhstal"; va defensar PFC "Dnieper" sobre la privatització de la "Fàbrica de ferroaliatges de Nikopol". Réznikov també va representar a diverses persones, com Savik Shuster, Vladimir Gusinsky, OJSC "Arsellor Mittal Kryviy Rih" empresa "Quasar" Sadogan Petroleum, DCH, FC "Metallist" (acusat de violar els principis del joc net), IA "IMC" Corporació "Interpipe". Va adquirir una àmplia experiència en la representació de clients al Tribunal Econòmic Suprem d'Ucraïna, al Tribunal Administratiu Superior d'Ucraïna, al Tribunal Suprem d'Ucraïna i al Tribunal d'Arbitratge de l'Esport de Lausana.
El 20 de juny del 2014, la llicència d'advocacia de Réznikov (emesa originalment el 10 de març de 1994) va ser suspesa, a causa del seu nomenament com a secretari de l'Ajuntament de Kíiv.
El novembre del 2018, Réznikov va renovar la seva pràctica legal com a soci del bufet d'advocats Asters. Oleksii se centra en la resolució alternativa de disputes que inclou: determinació d'experts, negociació, facilitació, conciliació, mediació, determinació de fets, avaluació primerenca neutral, conferència de resolució i acords de resolució.

## Carrera política

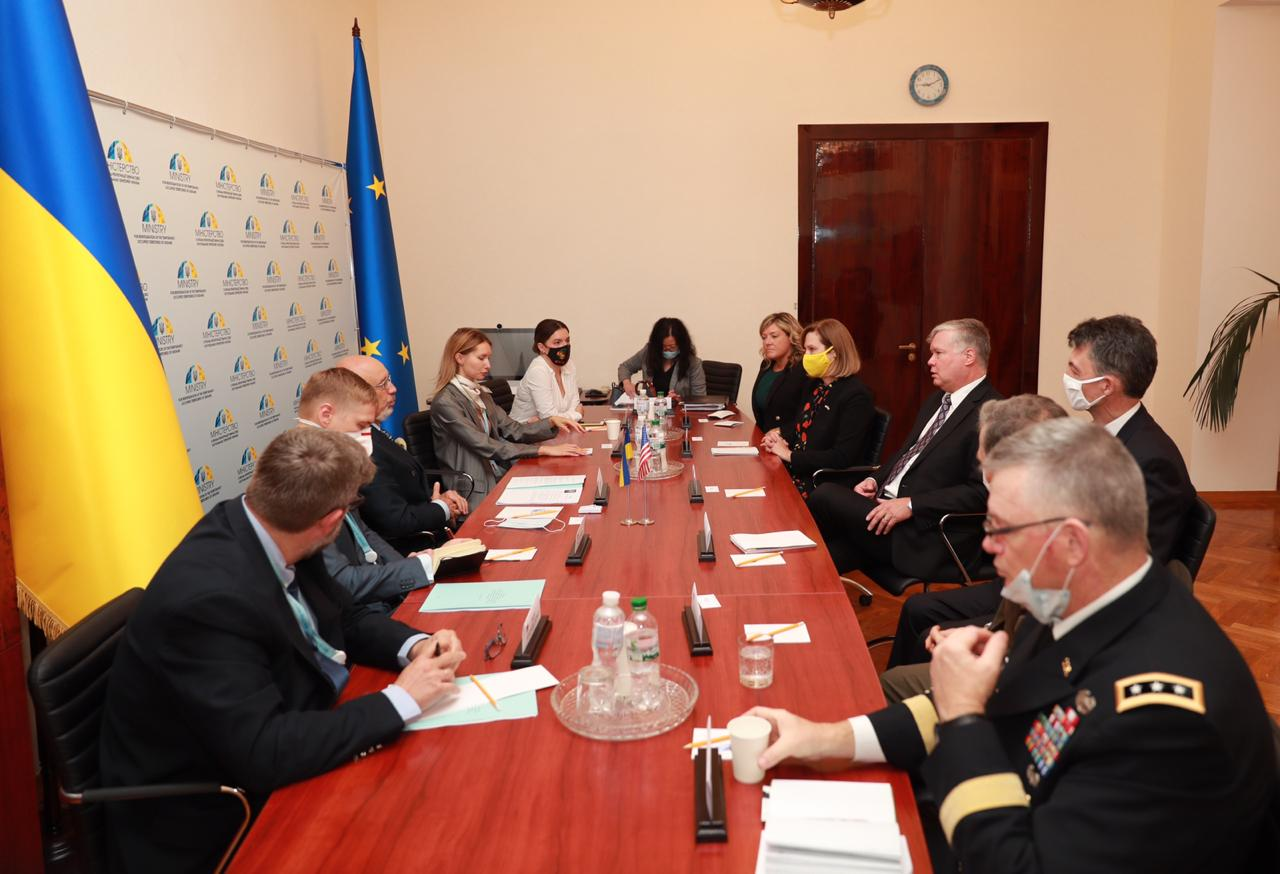
Réznikov es reuneix amb el vicesecretari d'Estat dels Estats Units, Stephen Biegun, a Kíiv el 26 d'agost del 2020

A les eleccions locals de Kíiv del 2014, Réznikov va ser elegit per a la 7a convocatòria de l'Ajuntament de Kíiv com a membre de Solidaritat. Réznikov va exercir com a president de la Comissió de l'Ajuntament de Kíiv per a la Restitució dels Drets dels Rehabilitats. El 19 de juny de 2014, Réznikov va ser nomenat tinent d'alcalde i secretari de l'Ajuntament de Kíiv.
Réznikov ha ocupat diversos càrrecs, inclòs com a cap de la delegació nacional d'Ucraïna al Congrés d'Autoritats Locals i Regionals del Consell d'Europa del 2015 al 2016. Posteriorment, es va dedicar a l'activisme, exercint de vicepresident del Consell d'Alcaldia Anticorrupció, com a membre de la junta del projecte social "Fem-ho junts". Paral·lelament, també va romandre al govern passant a formar part de l'Equip de Reforma per a la Descentralització, Govern Local i Política Regional del Ministeri de Desenvolupament de Comunitats i Territoris.
El 18 de setembre del 2019, el president Volodímr Zelenski va autoritzar Réznikov a representar Ucraïna al subgrup polític de treball del Grup de Contacte Trilateral sobre un acord de Donbàs. El 5 de maig del 2020, el president Volodímir Zelenski va autoritzar Réznikov com a primer cap adjunt de la delegació d'Ucraïna al Grup de Contacte Trilateral.
El 4 de març del 2020, Réznikov va ser nomenat viceprimer ministre, ministre per a la reintegració dels territoris temporalment ocupats d'Ucraïna al govern de Shmyhal.

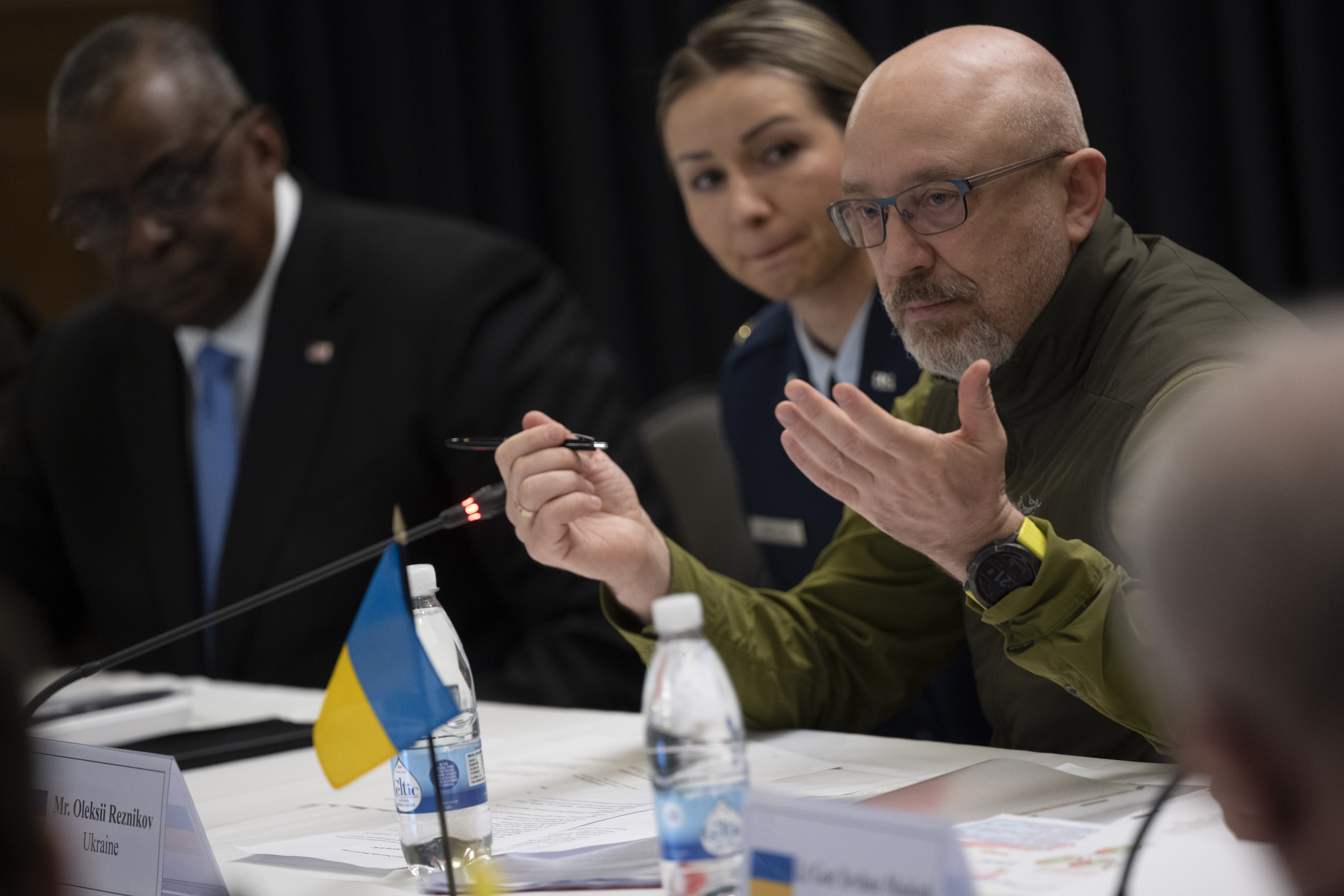
Réznikov i el secretari de Defensa dels Estats Units, Lloyd Austin, assisteixen a una reunió a la base aèria de Ramstein, Alemanya, el 26 d'abril del 2022.

L'1 de novembre de 2021, Réznikov va presentar la seva carta de renúncia del càrrec de viceprimer ministre, ministre per a la reintegració dels territoris temporalment ocupats d'Ucraïna. Aquesta sol·licitud de dimissió va ser registrada per la Rada Suprema l'1 de novembre del 2021. El 3 de novembre del 2021, la Rada Suprema el va destituir com a ministre per a la reintegració dels territoris temporalment ocupats d'Ucraïna i, posteriorment, el va nomenar ministre de Defensa.
El desembre del 2021 va dir que Alemanya havia vetat la compra d'Ucraïna de rifles antidrons i sistemes antifranctiradors a través de l'Agència de Suport i Adquisició de l'OTAN.
El 26 de febrer del 2022, dos dies després que Rússia envaís Ucraïna, Réznikov va tenir una trucada amb el ministre de Defensa de Belarús, Viktor Khrenin, que en nom del ministre de Defensa de Rússia Serguei Xoigú es va oferir a aturar la invasió si Ucraïna capitulava. Réznikov va respondre que està "disposat a acceptar la capitulació del bàndol rus".

## Vida personal
Réznikov participa en raids de trofeus i ral·lis, gaudeix del submarinisme, jugar a tennis i esquiar. Va ser el director dels curtmetratges amateurs "People-quad" i "People-ATV: Elusive Again". Té més de 260 expedicions de busseig, 163 salts amb paracaigudes i desenes de milers de quilòmetres recorreguts en ATV per terreny accidentat.
L'any 2009 va participar al Silk Way Rally de la Sèrie Dakar com a copilot i navegant. La concentració va tenir lloc al territori de tres països (Rússia, Kazakhstan i Turkmenistan) i el desert de Karakum.
- Medalla de plata en dues ocasions del trofeu d'Ucraïna (2011–2012);
- Campió del trofeu-raid d'Ucraïna (2013);
- Màster de l'Esport d'Ucraïna en l'automobilisme.

## Honors i premis
- El 2019, en una recepció dedicada al Dia de la Independència, l'ambaixador de la República de Polònia a Ucraïna, Bartosz Jan Cichocki, va lliurar a Oleksí Réznikov un premi estatal: la Creu de Plata del Mèrit (Polònia).
- L'any 2022, el ministre de Defensa de Dinamarca Morten Bødskov va lliurar a Oleksí Réznikov un premi al ministre de Defensa de Dinamarca: la medalla "Per un lideratge excepcional durant la guerra".